# George Katsiaficas
George Nicholas Katsiaficas (1949) é um sociólogo,ativista e escritor norte-americano, estudioso dos movimentos sociais dos séculos XX e XXI.
Katsiaficas tem um longo histórico de militância, atuando desde 1969 no movimento pacifista e em favor da justiça social.
É o coordenador internacional do Instituto 18 de Maio, na Universidade Nacional de  Chonnam, em Gwangju, Coreia do Sul. Katsiafikas fica baseado no Wentworth Institute of Technology, em Boston.
Katsiaficas cunhou a expressão efeito Eros para designar um súbito e intuitivo despertar do movimento social contra os poderes estabelecidos. Segundo Katsiaficas, esse despertar ocorreu na França, em maio de 1968; nos EUA, durante a grande greve estudantil de maio de 1970; no  massacre de Gwangju, na Coréia do Sul, em 1980, e em uma série de revoltas populares na Ásia, durante as décadas de 1980 e 1990.

## Livros publicados
Katsiaficas é autor ou editor de diversos livros - vários deles sobre a insurreição global de 1968 e os movimentos sociais europeus e asiáticos, dentre os quais se destacam:
- The Subversion of Politics – European Autonomous Social Movements and the Decolonization of Everyday Life
- Asia's Unknown Uprisings, em dois volumes, resulta de mais de dez anos de pesquisa sobre a onda de manifestações na Ásia, de 1986 a 1992, período em que nove ditaduras foram derrubadas, em nove países. O volume 1 aborda  os movimentos sociais na Coreia do Sul, no século XX. O volume 2 discute a Revolução do Poder Popular, contra Ferdinando Marcos, nas Filipinas (1986), e também os movimentos populares de Burma, Tibete, China, Taiwan, Bangladesh, Nepal, Tailândia  e Indonésia, de 1947 a 2009.
- Liberation, Imagination, and the Black Panther Party(org. com Kathleen Cleaver), coletânea de ensaios de vários estudiosos e ativistas sobre a história e o impacto  do Partido dos Panteras Negras no pensamento político do fim do século XX.
- The Imagination of the New Left: A Global Analysis of 1968, sobre o movimento social e fatos que marcaram o final dos anos 1960 (a Primavera de Praga, o movimento estudantil no México, Japão, Sri Lanka, Itália, Iugoslávia e Espanha; a Ofensiva de Tet, no Vietnam e os movimentos de guerrilha na América Latina; os protestos durante a Convenção Democrata em Chicago, 1968; o assassinato de Martin Luther King; o Maio de 1968, na França, e a greve estudantil de maio de 1970, nos Estados Unidos e a transição para uma época de redefinição cultural e política, com o surgimento da New Left. [3]
- Introduction to Critical Sociology (com R. George Kirkpatrick e  Mary Lou Emery), 1987.[4]
- Vietnam Documents: American and Vietnamese Views of the War (organizador), coletânea de 52 artigos sobre o conflito do Vietnam, desde as origens, em 1954, até 1975.
- The Promise of Multiculturalism: Education and Autonomy in the 21st Century (orgs.: George Katsiaficas e Teodros Kiros.
- Latino Social Movements: Historical and Theoretical Perspectives (orgs.: Rodolfo D. Torres e George Katsiaficas)
- After the Fall: 1989 and the Future of Freedom (org.)
- The Battle of Seattle: The New Challenge to Capitalist Globalization
- Confronting Capitalism. Org por Eddie Yuen, Daniel Burton-Rose e George Katsiaficas.
- South Korean Democracy: Legacy of the Gwangju Uprising (orgs.: Na Kahn-chae and George Katsiaficas]